# Раме
У анатомији човека, раме обухвата део тела где је хумерус надовезан на лопатицу, главом која лежи у гленоидној јамици. Раме је група структура у зглобној области. Људско раме чине три кости: кључна кост (clavicula), лопатица (scapula) и хумерус (рамена кост), као и повезани мишићи, лигаменти и тетиве. Везе између костију рамена праве рамени зглобови. „Рамени зглоб“ се обично односи на гленохумерлани зглоб, који је главни зглоб рамена, али шире обухвата и акромиклавикуларни зглоб.
Постоје две врсте хрскавице у зглобу. Први тип је бела хрскавица на крајевима костију (звана артикуларна хрскавица) која омогућава костима да клизе и улежу једна на другу. Када овај тип хрскавице почне да се оштећује (у процесу који се назива артритис), зглоб постаје болан и крут. Лабрум је друга врста хрскавице рамена која је дистинктивно различита од артикуларне хрскавице. Ова хрскавица је фибрознија или ригиднија од хрскавице јастучета и чашице. Такође, ова хрскавица постоји само око чашице где је надовезана.
Раме мора бити довољно мобилно за широки опсег активности руку и шака, али такође довољно стабилно да дозволи активности као што су подизање, гурање и повлачење. Компромис између мобилности и стабилности резултује великим бројем проблема са раменима с којим се не суочавају други зглобови као што је кук.

## Људска анатомија

### Зглобови
Постоје три зглоба рамена: гломерохумерални, акромиоклавикуларни и стеноклавикуларни зглоб. 

#### Гломерохумерални зглоб
Гломерохуморални зглоб је главни зглоб рамена и обично представља генерички „раменски зглоб“. Овај зглоб је типа јастучета и чашице који омогућава да рука буде ротирана кружно или да се савије изван и навише од тела. Формирана је повезаношћу између главе хумеруса и бочном скапулом (конкретно, глеонидном јамицом скапуле). Јастуче зглоба је заобљена, средње спољашња површина хумеруса и чашице формирана је гленоидне јамице, делом бочне скапуле у облику суда. Плиткост јамице и релативно лабаве везе између рамена и остатка тела омогућавају руци да има знатну мобилност, на уштрб тога што може доста лакше да је задеси дислокација него већина зглобова у телу. Приближна диспропорција између велике главе хумеруса и плитке гленоидне шупљине износи 4 према 1.

#### Стерноклавикуларни зглоб
Стерноклавикуларни зглоб се налази на средњем крају клавикуле (кључне кости) са манубријумом или најгорњим делом грудне кости. Кључна кост је троуга0на и заобљена, а манубријум је конвексан; две кости артикулишу. Зглоб се састоји од тврде капсуле и комплетног интра-артикуларног диска који осигурава стабилност зглоба. Костоклавикуларни лигамент највише ограничава покрете, и тако стабилизује зглоб. Фиброхрскавични диск присутан на зглобу повећава опсег покрета. Стерноклавикуларна дислокација је ретка, може бити резултат директне трауме кључне кости или индиректних сила примењених на раме. Пратеће дислокације заслужују посебну пажњу, како су потенцијално по живот опасне због ризика да оштете виталне структуре средњогруђа.

### Покрети
Мишићи и зглобови рамена омогућавају померање кроз импозантан опсег покрета, што га чини једним од најмобилнијих зглобова у људском телу. Раме може бити абдуковано и адуктовано (као што је то случај код појединих вежби са теговима), ротирано, бити подигнуто испред и иза торзоа и померено кроз пуних 360° сагиталне равни. Знатан опсег покрета такође чини раме екстремно нестабилним, далеко склонијем дислокацији и повредама него остали зглобови.